# Spodnji Gaj pri Pragerskem
Spodnji Gaj pri Pragerskem – wieś w Słowenii, w gminie Kidričevo. W 2018 roku liczyła 113 mieszkańców.